# Mitch McConnell
Pour les articles homonymes, voir McConnell.
Addison Mitchell McConnell III, dit Mitch McConnell, né le 20 février 1942 à Sheffield (Alabama), est un homme politique américain, membre du Parti républicain.
Il est sénateur du Kentucky au Congrès des États-Unis depuis 1985.
Leader des républicains au Sénat de 2007 à 2015, il devient chef de la majorité républicaine à partir de la 114e session du Congrès, succédant au démocrate Harry Reid. Réélu sans interruption pendant des décennies, il est le sénateur du Kentucky et le leader républicain au Sénat à la plus importante longévité.
Accusé d'obstruction systématique pendant la présidence de Barack Obama, il aide Donald Trump à nommer un nombre record de juges conservateurs entre 2017 et 2021.

## Jeunesse et études

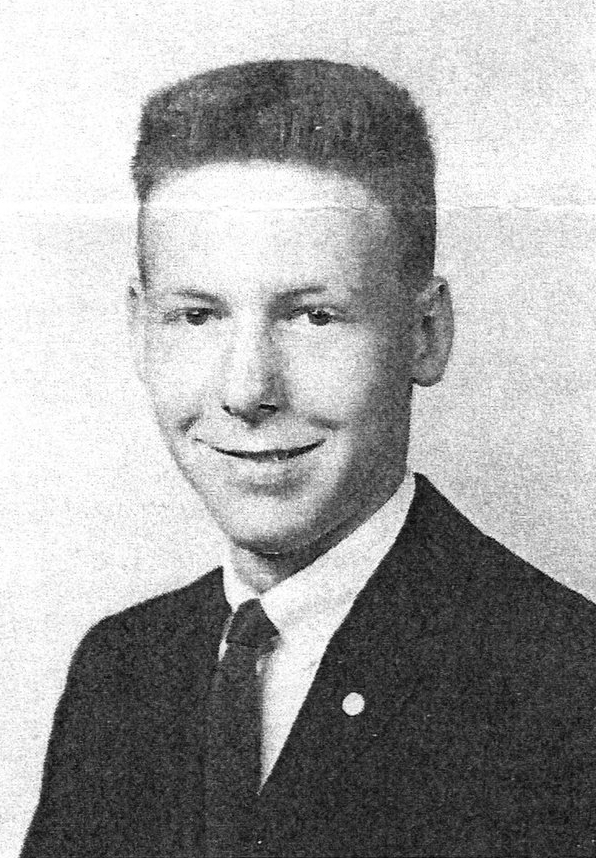
Mitch McConnell, alors lycéen, en 1960.

Mitch McConnell naît en 1942 dans le nord de l'Alabama. Il grandit dans une famille de la classe moyenne, sa mère (Julia Shockley) est secrétaire et son père (Addison Mitchell McConnell) est manager dans une entreprise, après avoir servi dans l'armée. À l'âge de deux ans, alors que son père sert dans la Seconde Guerre mondiale, le jeune McConnell est atteint par la polio et doit rester alité pendant de longs mois,. En raison de sa maladie, il ne peut marcher qu'à l'âge de cinq ans.
Après l'Alabama, il passe une partie de son enfance en Géorgie. Alors qu'il est au collège (middle school aux États-Unis), sa famille s'installe à Louisville dans le Kentucky.
En faveur du mouvement des droits civiques, McConnell est présent lors du discours de Martin Luther King à la marche sur Washington pour l'emploi et la liberté, en 1963. L'année suivante, il vote pour le démocrate Lyndon B. Johnson à l'élection présidentielle ; un vote qu'il dira plus tard regretter. Toujours en 1964, il obtient son baccalauréat universitaire en sciences politiques de l'université de Louisville. Trois ans plus tard, en 1967, il est diplômé en droit de l'université du Kentucky. Une fois diplômé il s'engage dans l'armée de réserve américaine, mais il est déchargé pour des problèmes oculaires après quelques semaines. Il réussit également l'examen du barreau du Kentucky en 1967.

## Débuts de carrière

### Stagiaire
Durant ses études, Mitch McConnell est stagiaire auprès du sénateur John Sherman Cooper, un républicain modéré. De 1968 à 1970, il travaille en tant qu'assistant de l'autre sénateur républicain du Kentucky, Marlow Cook (en).
McConnell se lance en politique au sein du Parti républicain. Il fait alors partie de l'aile libérale du parti (les Rockefeller Republicans). En 1971, il envisage de se présenter à l'Assemblée générale du Kentucky, mais il ne peut pas participer aux élections car il ne respecte pas les conditions de résidence requises.

### Juriste
Après cet échec, il exerce la profession d'avocat pendant plusieurs années.
De 1974 à 1975, il travaille dans l'administration Ford en tant qu'adjoint au procureur général des États-Unis pour les affaires législatives.

### Maire de Jefferson
Au Kentucky, il devient président du parti dans le comté de Jefferson, qui comprend Louisville. En 1977, il est élu judge-executive du comté de Jefferson avec 52,94 % des voix, face au démocrate Todd Hollenbach et prend ainsi la tête du pouvoir exécutif du comté le plus peuplé du Kentucky. Il est réélu avec 51,19 % des suffrages en 1981.

## Sénateur des États-Unis

### Élections au Sénat

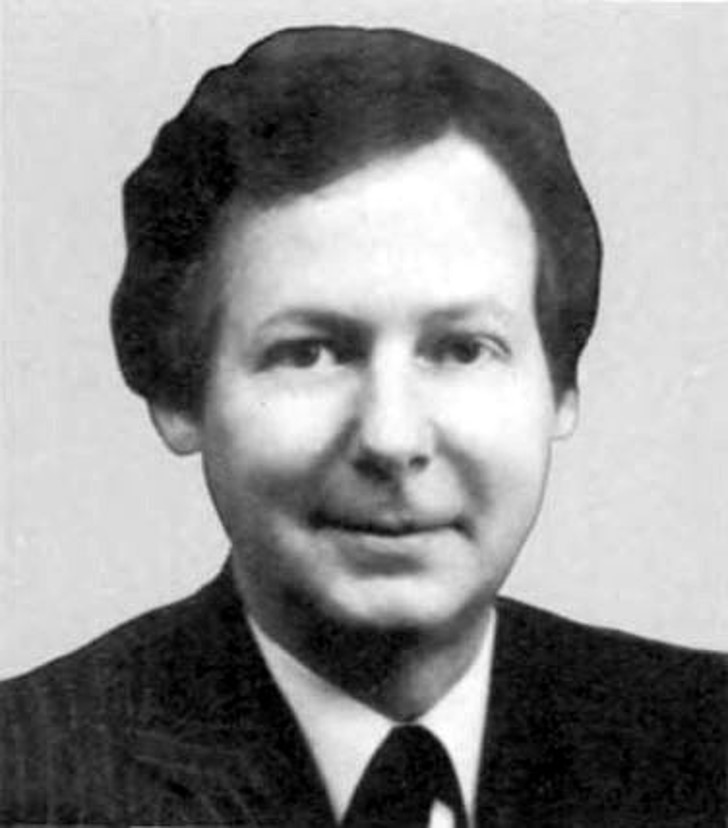
Portrait officiel de McConnell au Sénat après son élection de 1984.

Mitch McConnell se présente aux élections sénatoriales américaines de 1984 dans le Kentucky. Il décroche la nomination républicaine, remportant la primaire avec 79,22 % des voix. Il affronte alors le démocrate sortant, Walter Huddleston, élu depuis 1972. Critiquant notamment l'absentéisme du sénateur, il est élu de justesse au Sénat des États-Unis en devançant Huddleston d'environ 5 300 voix sur 1,3 million (49,9 % contre 49,5 %). Sa victoire est alors considérée comme une surprise. Malgré la large victoire de Ronald Reagan à l'élection présidentielle concomitante, McConnell est le seul républicain à faire basculer un siège démocrate.
En 1990, Mitch McConnell est candidat à sa première réélection. Après avoir remporté sa primaire avec 88,52 % des suffrages, les sondages le donnent gagnant face à l'ancien maire démocrate de Louisville Harvey Sloane. Il est reconduit par 52,19 % des votants. En 1996, McConnell remporte la primaire républicaine avec un score similaire à 1990 (88,59 %) et bat le démocrate Steve Beshear en novembre avec 55,45 % des voix. En 2002, le sénateur remporte la plus large victoire de sa carrière face à la démocrate Lois Combs Weinberg, avec 64,68 % des suffrages.
En 2008, Mitch McConnell reçoit l'investiture républicaine en réunissant 86,09 % des voix lors de la primaire républicaine. Pour l'élection sénatoriale de novembre, notamment handicapé par la crise économique, il se retrouve dans une course serrée face au démocrate Bruce Lunsford. En effet, si les sondages lui donnent une confortable avance durant l'été, les candidats sont au coude-à-coude à l'approche de l'élection. Désormais leader des républicains au Sénat, McConnell est une cible privilégiée des démocrates qui dépensent plusieurs millions de dollars contre lui. Il est reconduit pour un cinquième mandat avec 52,97 % des suffrages, mais il s'agit de son élection la plus serrée depuis 1990. Le même jour, le républicain John McCain remporte l'État face à Barack Obama avec environ 58 % des voix.
Six ans plus tard, en 2014, McConnell affronte l'homme d'affaires Matt Bevin lors de la primaire républicaine. Nouveau venu en politique, Bevin estime que McConnell n'est pas assez conservateur et se rapproche progressivement de McConnell dans les enquêtes d'opinion. Si Bevin dépense près de 5 millions de dollars dans la primaire, McConnell en dépense le double. Le sénateur remporte finalement la primaire, rassemblant 60,19 % des suffrages devant Bevin et trois petits candidats. Pour l'élection générale, il affronte la secrétaire d'État démocrate du Kentucky Alison Lundergan Grimes. Les sondages ne donnent qu'une légère avance à McConnell, en raison de son impopularité dans le Kentucky. Le sénateur républicain lie cependant Grimes à Barack Obama, encore plus impopulaire que lui ; la candidate démocrate refuse d'ailleurs de dire si elle a voté pour le président démocrate par le passé. Malgré les sondages serrés, McConnell bat la démocrate et remporte même des comtés historiquement démocrates de l'Est de l'État qui n'avaient jamais voté pour lui. Il devance Grimes de 15 points, avec 56,19 % des voix.
Mitch McConnell est candidat à un septième mandat lors des élections sénatoriales américaines de 2020, couplées à l'élection présidentielle. Comme souvent, le chef de la majorité sénatoriale met en avant sa position centrale au Congrès et les bénéfices qu'en tire le Kentucky, qui reçoit des sommes considérables du gouvernement fédéral pour soutenir des projets locaux. Il remporte la primaire républicaine de juin avec 82,80 % des suffrages, devant six candidats dont l'ancien représentant du Kentucky C. Wesley Morgan. En novembre, il affronte la démocrate Amy McGrath, ancienne pilote de l'armée qui a perdu une élection à la Chambre des représentants en 2018. McGrath accuse McConnell d'avoir privilégié la nomination d'Amy Coney Barrett à la Cour suprême plutôt que l'adoption d'un plan d'aide économique pour faire face à la pandémie de Covid-19. En retour, McConnell l'accuse d'être une extrémiste et promeut sa propre proximité avec Donald Trump. McGrath lève des fonds considérables (près de 90 millions de dollars contre 57 pour McConnell), lui permettant de faire diffuser de nombreuses publicités en sa faveur. Les commentateurs politiques estiment toutefois que l'État est trop conservateur au niveau fédéral pour une victoire démocrate, malgré l'élection d'un gouverneur démocrate l'année précédente (Andy Beshear). Le 3 novembre 2020, McConnell est réélu avec 57,76 % des voix, soit près de 20 points d'avance sur McGrath.
Carte des résultats électoraux de McConnell depuis 1984.
Les comtés remportés par McConnell sont en rouge.

Élection de 1984.
Élection de 1990.
Élection de 1996.
Élection de 2002.
Élection de 2008.
Élection de 2014.
Élection de 2020.

### De 1985 à la présidence du groupe républicain

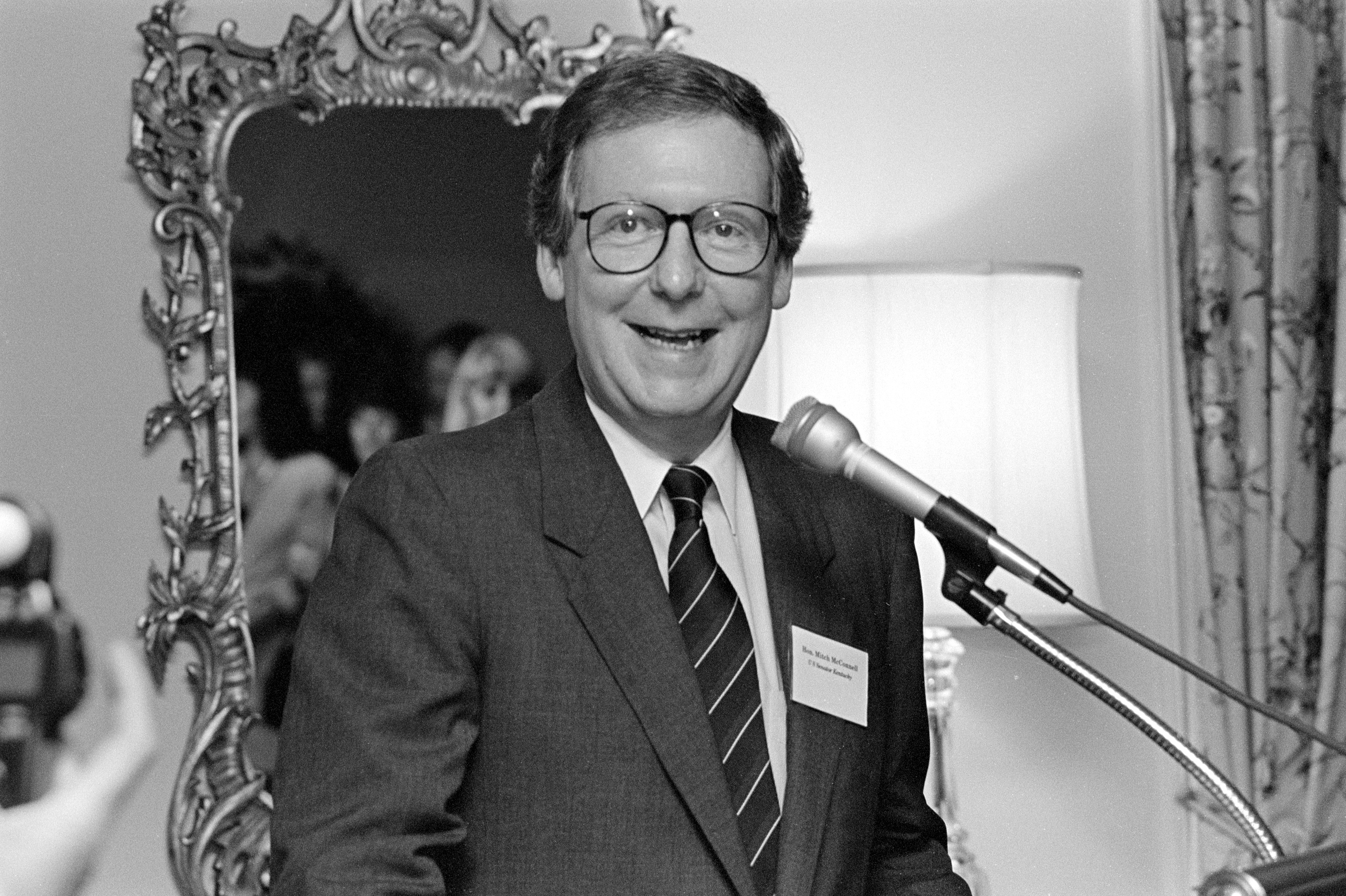
McConnell en 1992.

D'abord considéré comme relativement modéré, Mitch McConnell évolue progressivement vers la droite à l'image du Parti républicain.
Après la victoire des républicains lors des élections sénatoriales de 1994, il prend la présidence de la commission du Sénat sur l'éthique durant le 104e congrès (1995-1997). Après avoir échoué à obtenir le poste en 1991, il devient président du National Republican Senatorial Committee en 1997, poste auquel il est reconduit en 1999. De 1999 à 2001, il préside également la commission du Sénat sur l'administration.
Durant le 109e congrès, il critique férocement le Bipartisan Campaign Reform Act de 2002, dite loi McCain-Feingold, visant à limiter les dépenses en matière de publicités électorales. Il dépose ainsi une requête devant la Cour suprême, invoquant le caractère anti-constitutionnel de la loi (procédure dite du facial challenge (en)), mais celle-ci est rejetée par la Cour dans McConnell v. Federal Election Commission (en) (décembre 2003).
À partir de 2002, Mitch McConnell est vice-président du groupe des sénateurs républicains au Sénat (whip). À l'approche des élections sénatoriales de 2006, il entend prendre la tête du groupe républicain, Bill Frist n'étant pas candidat à sa réélection. Alors qu'il espérait devenir chef de la majorité républicaine, les élections sont remportées par les démocrates. Il est néanmoins désigné chef du groupe républicain au Sénat sans opposition, prenant la tête d'un groupe minoritaire qui comprend 49 sénateurs sur 100.

### Administration Obama (2009-2017)

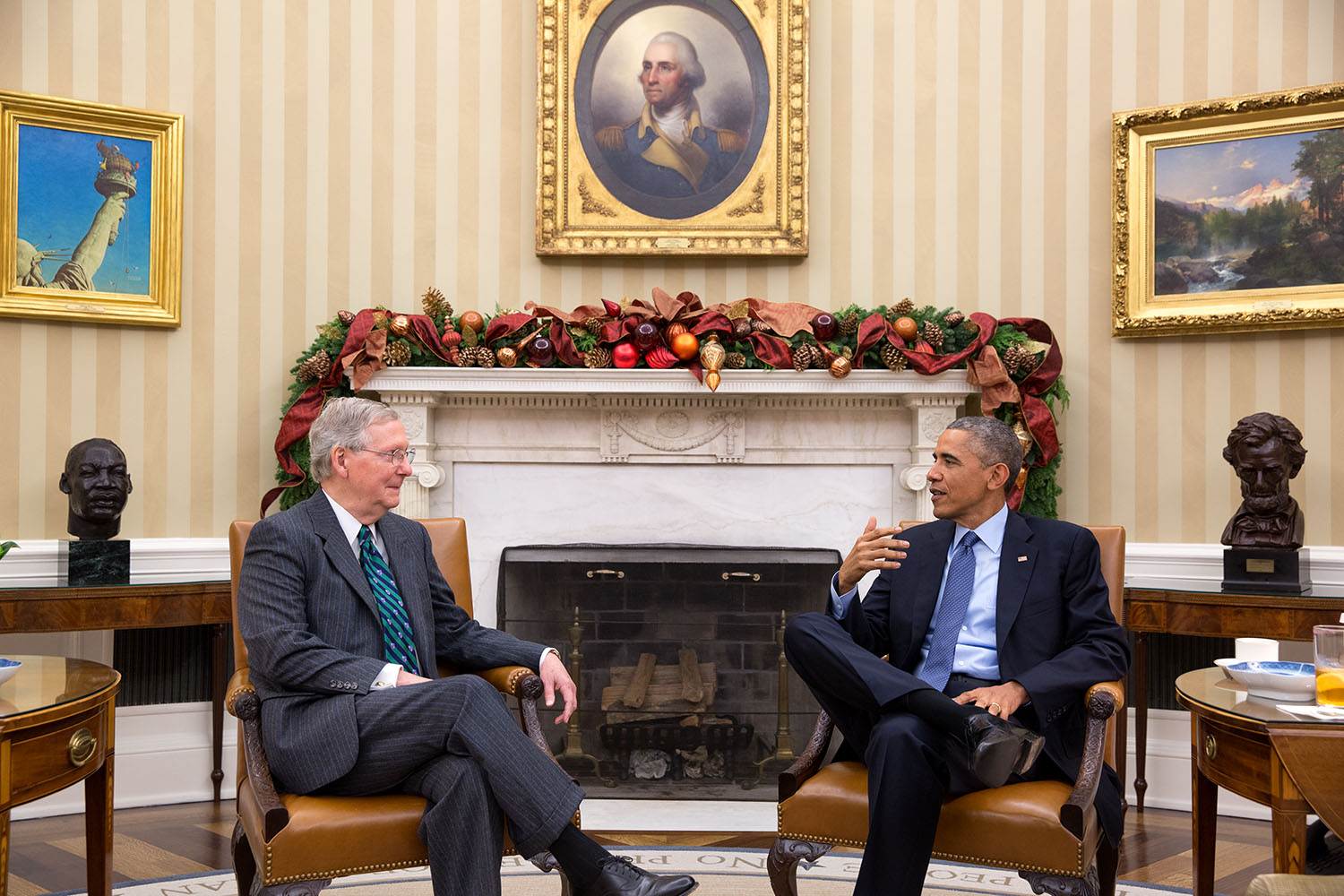
À gauche, McConnell et Barack Obama à la Maison-Blanche en 2014.

Quand Barack Obama arrive au pouvoir en 2009, Mitch McConnell — au Sénat — et Eric Cantor — à la Chambre des représentants — s'entendent pour s'opposer frontalement au nouveau président démocrate. McConnell estime alors que les républicains n'ont rien à gagner d'une coopération avec le président, alors que les démocrates sont majoritaires au Sénat. Durant les deux premières années du mandat d'Obama, le président et le Congrès démocrates adoptent de nombreuses réformes (Obamacare, plan de relance, réforme de Wall Street) auxquelles s'oppose McConnell. De par son opposition systématique, il aide à rendre ces réformes impopulaires, même s'il est parfois critiqué par une partie du Tea Party pour ne pas en faire assez contre le président démocrate. Il négocie en effet parfois avec les démocrates sur les questions budgétaires, notamment lors de la crise budgétaire de 2013.
Bien que dans la minorité, McConnell utilise les moyens d'obstruction parlementaire (en anglais : filibuster) à sa disposition pour retarder les nominations de juges par Barack Obama, y compris pour des juges qui sont finalement confirmés à l'unanimité du Sénat. En effet, au Sénat, 60 sénateurs (sur 100) sont requis pour clore les débats sur une nomination ; la minorité peut donc faire durer les débats avant qu'un vote ne soit finalement organisé. La même technique est utilisée par McConnell contre certaines nominations au sein de l'administration, provoquant de nombreuses vacances au sein des administrations et des cours de justice fédérales américaines. En réponse à ces blocages, le chef du groupe démocrate Harry Reid choisit de mettre fin à cette règle des 60 votes pour toutes les nominations, à l'exception de la Cour suprême. Pour la presse, McConnell devient le visage de l'obstruction parlementaire,.
Après les élections sénatoriales américaines de 2014, les républicains redeviennent majoritaires au Sénat et McConnell réalise son ambition de toujours, devenir chef de la majorité du Sénat. S'il annonce vouloir remettre le Sénat au travail, il poursuit l'obstruction. Durant les deux dernières années du mandat d'Obama, seuls 29 % des juges nommés par le président démocrate sont confirmés par le Sénat dirigé par McConnell. Lorsque Barack Obama quitte la Maison-Blanche en 2017, McConnell a créé une centaine de vacances de postes au sein de la justice fédérale, qui seront remplacées par Donald Trump. L'un des principaux exemples de cette opposition aux juges nommés par Obama est le cas Merrick Garland. En mars 2016, McConnell refuse d'organiser des auditions et un vote sur Garland, juge modéré nommé à la Cour suprême par Barack Obama après le décès du juge conservateur Antonin Scalia. S'agissant d'une année électorale, McConnell avance que c'est au futur président, élu en novembre, de choisir ce juge. McConnell menace ses collègues républicains, qui sont en désaccord, de soutenir un opposant à une primaire pour compromettre leurs réélections. Cette vacance est décrite comme inédite dans l'histoire du pays. Donald Trump choisira le remplaçant de Scalia, Neil Gorsuch, un juge conservateur.

### Administration Trump (2017-2021)

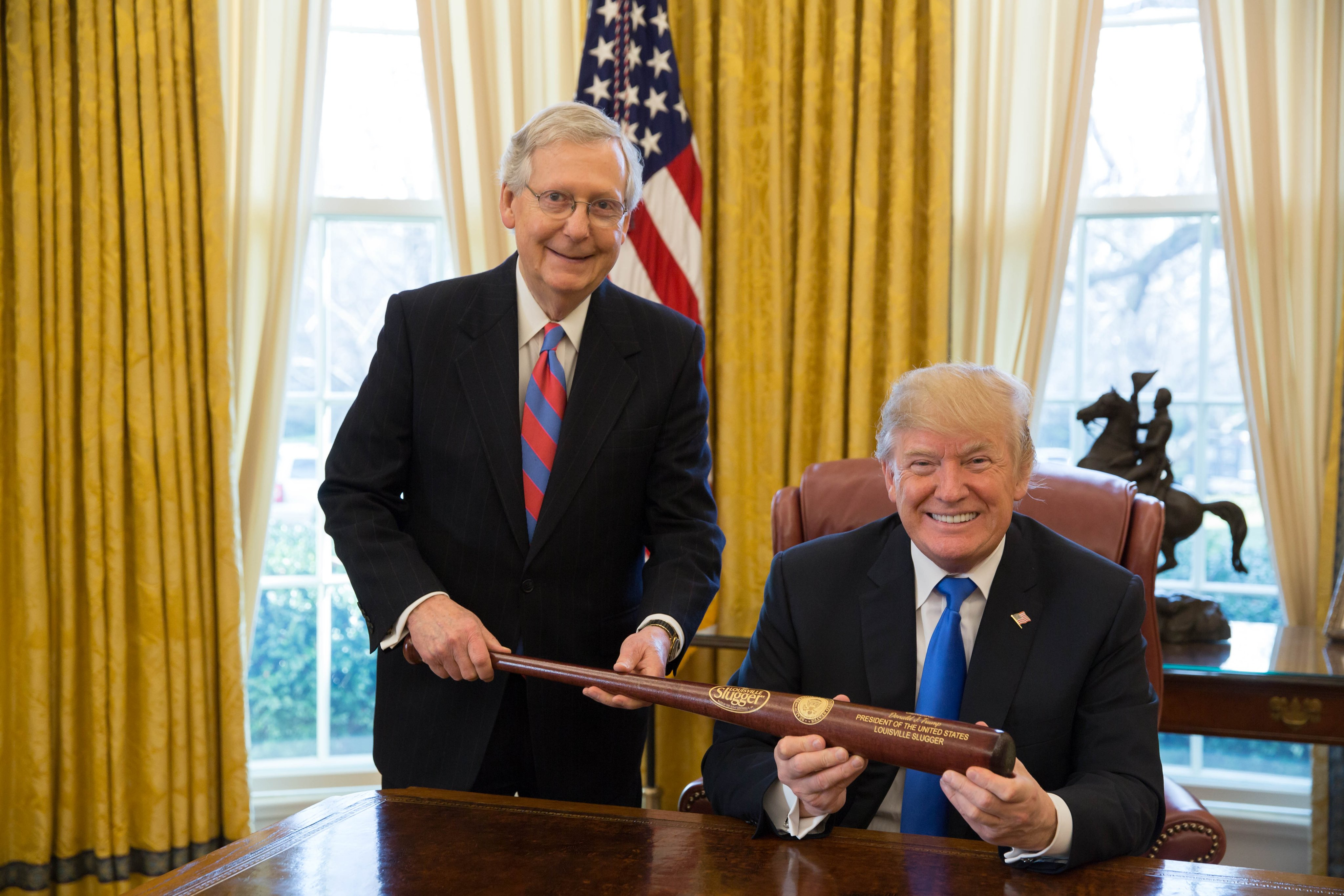
McConnell et Donald Trump dans le bureau ovale en 2018.

Malgré ses différences avec Donald Trump, notamment sur le style, Mitch McConnell devient l'un des principaux alliés du président républicain à Washington. Son épouse, Elaine Chao, est d'ailleurs ministre des Transports sous Trump.
Durant les deux premières années de la présidence de Donald Trump, les républicains contrôlent les deux chambres du Congrès des États-Unis. Malgré cela, le Sénat n'arrive pas à adopter l'abrogation de l'Obamacare, tendant la relation entre Trump et McConnell. Leur relation s'améliore par la suite, notamment pour le passage d'une importante réforme des impôts. Ces deux premières années sont également marquées par un nombre record de confirmations de juges, en raison des vacances organisées par McConnell sous Obama ; la désignation de juges conservateurs est un des grands objectifs communs du président et du chef des sénateurs républicains.
Les élections de 2018 voient les républicains conserver le Sénat, mais perdre la Chambre des représentants. Après la victoire des démocrates à la Chambre des représentants, McConnell refuse de soumettre à un vote de nombreux textes adoptés par la Chambre notamment en matière de droit de vote, de contrôle des armes à feu ou d'immigration. Il est alors surnommé la Faucheuse (Grim Reaper) par Nancy Pelosi, présidente de la Chambre des représentants, puis par la presse, et lui-même. En février 2020, McConnell confirme bloquer environ 400 propositions de lois votées par la chambre basse du Congrès, critiquant la « parade gauchiste » proposée par la Chambre des représentants.
Lors de la procédure de destitution de Donald Trump durant l'hiver 2019-2020, Mitch McConnell fixe les règles du procès se tenant devant le Sénat,. Avant le procès, il prévient qu'il ne sera pas un juge impartial et prédit un acquittement du président par sa majorité. Donald Trump est effectivement acquitté par le Sénat en février 2020. Son soutien au président lui permet d'améliorer sa popularité dans son État du Kentucky.
Pendant les quatre années de l'administration de Donald Trump, McConnell fait confirmer plus de juges qu'aucun gouvernement fédéral depuis Jimmy Carter dans les années 1970,. En juin 2020, les cours d'appel fédérales et les cours de district du pays ne comptent plus un seul siège vacant, une première depuis quatre décennies. Les juges confirmés par le Sénat sous Trump et McConnell sont davantage conservateurs, mais aussi plus blancs (à 85 % contre 64 % sous Obama) et masculins (à 76 % contre 58 % sous Obama). Ces nouveaux juges sont également relativement jeunes, souvent trentenaire ou quadragénaire, permettant aux républicains de rendre la justice plus conservatrice pour de nombreuses années, au grand dam des démocrates.

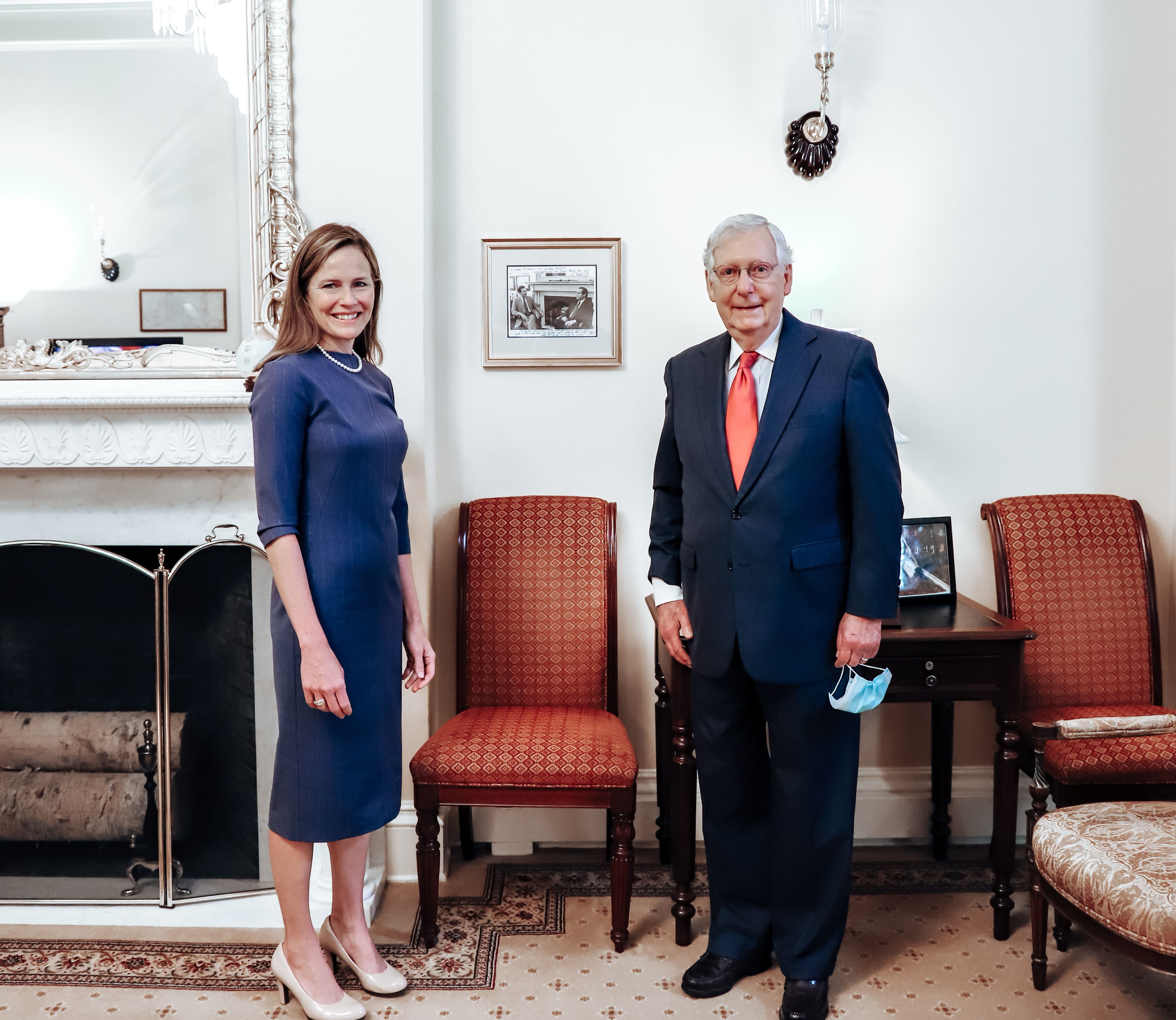
McConnell et Amy Coney Barrett en 2020.

Parmi les juges nommés par Trump et confirmés par le Sénat dirigé par McConnell figurent trois juges à la Cour suprême des États-Unis : Neil Gorsuch en 2017, Brett Kavanaugh à 2018 et Amy Coney Barrett en 2020. Cette dernière nomination est particulièrement décriée par le camp démocrate, qui pointe l'hypocrisie de McConnell : Barrett est confirmée par le Sénat en octobre 2020 à quelques jours de l'élection présidentielle, alors que McConnell avait refusé d'auditionner Merrick Garland en 2016, à huit mois de l'élection, pour laisser les électeurs choisir l'orientation prise par la Cour suprême. McConnell estime cependant que la situation est différente, puisqu'en 2016 le président et la majorité sénatoriale n'appartenaient pas au même parti.
Même après la défaite de Trump à l'élection présidentielle de 2020, Mitch McConnell continue à faire approuver les nominations du président au sein du système judiciaire, une première depuis 1896 (à l'exception d'un vote bipartisan en 1980). S'il brise les traditions, le chef de la majorité reste fidèle à sa promesse de ne laisser aucun siège vacant au sein de la justice américaine.
Durant les dernières semaines de la présidence de Donald Trump, et dans le contexte de pandémie de Covid-19, Mitch McConnell bloque la proposition du président — soutenue par les démocrates — d'accorder un chèque de 2 000 dollars à tous les Américains, estimant qu'« emprunter à nos petits-enfants pour faire du socialisme pour les riches est une mauvaise manière d'aider les familles qui en ont vraiment besoin »,.
Le 15 décembre 2020, soit 42 jours après l'élection présidentielle, Mitch McConnell prend acte de la défaite de Donald Trump et adresse ses félicitations à Joe Biden, le lendemain du vote des grands électeurs. Jusqu'à cette date, il soutenait le droit de Donald Trump à contester les résultats des élections en justice,. Le 6 janvier 2021, alors que plusieurs élus du Congrès comptent contester le résultat de l'élection présidentielle, Mitch McConnell prononce un discours critique à l'égard de ces élus : « Les électeurs, les tribunaux, et les États ont tous parlé […] si nous les rejetons tous, cela endommagerait notre république pour toujours »,. Son discours est considéré comme une rupture, tardive, avec le président sortant. Il intervient une heure avant l'assaut du Capitole des États-Unis par des partisans de Donald Trump,. Convaincue par McConnell ou inquiétée par l'attaque contre le Capitole, la grande majorité des sénateurs républicains choisit de ne pas contester les résultats,, contrairement à leurs collègues de la Chambre des représentants. Toutefois, tous les nouveaux sénateurs républicains, élus en novembre 2020, contestent les résultats.

### Administration Biden (2021-2025)

#### Premiers mois
Malgré sa reconnaissance de la défaite de Donald Trump à la mi-décembre 2020, le Sénat dirigé par Mitch McConnell n'organise aucune audition des membres du gouvernement nommés par Joe Biden avant le 19 janvier 2021. Cette date est bien plus tardive que pour les précédentes administrations, intervenant la veille de la prise de fonction de Joe Biden, le 20 janvier.
En janvier 2021, Mitch McConnell est reconduit sans opposition à la tête du groupe républicain au Sénat. Le groupe devient cependant minoritaire, en raison des victoires démocrates lors des élections sénatoriales (en particulier des victoires de Raphael Warnock et Jon Ossoff en Géorgie) et de la victoire démocrate à l'élection présidentielle, la vice-présidente Kamala Harris devenant en effet la voix décisive du Sénat qui comprend 50 républicains et 50 démocrates (dont deux indépendants siégeant aux côtés des démocrates).
En octobre 2021, McConnell aide au passage d'une loi qui augmente le plafond de la dette. Il convainc 11 républicains de voter avec les démocrates pour cette loi, sans laquelle l'État serait en défaut de paiement,.

#### Seconde procédure de destitution de Donald Trump
Le 13 février 2021, lors du second procès en destitution de Donald Trump devant le Sénat, Mitch McConnell vote « non coupable » mais se lance dans une diatribe envers l'ancien président.
Dans son discours après l'acquittement, il déclare que « les actions de l'ancien président Trump qui ont précédé l'émeute ont été un manquement honteux et scandaleux à son devoir », lorsqu'il a incité puis n'a rien fait pour arrêter une attaque meurtrière contre le Capitole,, : « Il ne fait aucun doute - aucun - que le président Trump est concrètement et moralement responsable d'avoir provoqué les événements de la journée » du 6 janvier, déclare-t-il à l'issue du procès « dans une diatribe anti-Trump si cinglante qu'elle aurait pu être livrée par n'importe lequel des neuf procureurs de la Chambre »,,,,.
Dans sa condamnation la plus accablante de Trump jusqu'alors, McConnell accuse l'ancien président d'avoir répandu des mensonges sur une élection volée dont il savait qu'ils alimenteraient des actes dangereux de ses partisans. Il ajoute : « Il n'a pas fait son travail. Il n'a pas pris les mesures nécessaires pour que la loi fédérale puisse être fidèlement exécutée et l'ordre rétabli. Non, au contraire, selon les rapports publics, il a regardé la télévision avec joie - avec joie - pendant que le chaos se déroulait ». « Quelle que soit la réaction qu'il dit qu'il voulait produire d'ici cet après-midi là, nous savons qu'il regardait la même télévision en direct que le reste d'entre nous. Une foule attaquait le Capitole en son nom. Ces criminels portaient ses bannières, arboraient ses drapeaux et criaient leur loyauté envers lui ». « Ils ont fait cela parce que l'homme le plus puissant de la Terre leur avait raconté des mensonges effrénés parce qu'il était furieux d'avoir perdu une élection ».
Mais, par ailleurs, McConnell souligne : « Nous n'avons pas le pouvoir de condamner et de disqualifier un ancien fonctionnaire qui est maintenant un citoyen privé ». Il déclare que sa lecture de la Constitution montrait que la mise en accusation était un « outil précis » destiné à démettre des fonctionnaires de leurs fonctions et non à les poursuivre après leur départ : il considère donc que ce second procès en destitution est inconstitutionnel, car Donald Trump n'est plus président.
Par contre, Mitch McConnell a ensuite souligné que d'autres recours existent contre l'ancien président, qui ne bénéficie d'aucune immunité et peut donc être poursuivi au criminel en tant que citoyen ordinaire,,. « Nous avons un système de justice pénale dans ce pays. Nous avons un système de justice civile. Et les anciens présidents ne sont pas à l'abri d'être tenus responsables par l'un ou par l'autre ». « Le président Trump est toujours responsable de tout ce qu'il a fait pendant son mandat. Il ne s'en est pas encore tiré ».
Pour McConnell, la décision du Sénat « ne cautionne rien de ce qui s'est passé avant ou pendant cette terrible journée ».
Selon le New York Times « Les démocrates sont furieux, soulignant que leur vote d'impeachment est intervenu alors que Trump était toujours en fonction et que c'est McConnell qui a refusé de rappeler le Sénat en session pour entamer le procès avant qu'il ne quitte son poste ». La présidente de la Chambre, Nancy Pelosi, fustige McConnell peu après le vote d'acquittement, publiant une déclaration dans laquelle elle déclare qu'il était « pathétique que le sénateur McConnell ait maintenu le Sénat fermé afin que le Sénat ne puisse pas recevoir l'article de destitution et qu'il ait utilisé cela comme excuse pour ne pas voter la condamnation de Donald Trump ». Et Pelosi de conclure : « Je salue les sénateurs républicains qui ont voté selon leur conscience et pour notre pays. Le refus des autres sénateurs républicains de tenir Trump pour responsable d'avoir déclenché une violente insurrection pour s'accrocher au pouvoir sera considéré comme l'un des jours les plus sombres et des actes les plus déshonorants de l'histoire de notre nation ».
Néanmoins, McConnell indique quelques jours après l'acquittement qu'il soutiendra le vainqueur des primaires républicaines pour 2024, y compris si c'est Trump.

#### Depuis 2022
Après les élections sénatoriales de novembre 2022 au cours desquelles les républicains perdent un siège au Sénat, Rick Scott se porte candidat à la tête des sénateurs républicains (Minority leader) avec le soutien de l'aile droite du parti contre McConnell. Scott conteste le peu d'attention que McConnell porte aux souhaits des sénateurs républicains sur la stratégie et le fonctionnement quotidien de leur groupe. McConnell est réélu avec 37 voix contre 10 pour Scott (dont Josh Hawley, Ted Cruz, Mike Braun, Ron Johnson et Lindsey Graham).
Mitch McConnell devient en janvier 2023 le sénateur resté le plus longtemps au poste de leader de son parti au Sénat, dépassant les 16 années passées par Mike Mansfield en tant que leader démocrate au Sénat. Il maintient la conférence républicaine au Sénat unie entre différentes tendances qui s'affrontent plus durement à la Chambre ou dans les différentes primaires.
En 2023, sa santé devient un sujet d'inquiétude alors qu'aucun dauphin n'est clairement désigné chez les républicains s'il devait quitter son poste. En mars, McConnell est hospitalisé pour une commotion cérébrale, après une chute ; il revient au Sénat six semaines plus tard,. En juillet, lors d'une conférence de presse, McConnell est victime d'un « étourdissement » : il se tait au milieu d'une phrase pendant une vingtaine de secondes avant d'être accompagné par d'autres sénateurs dans son bureau,. Le mois suivant, il est à nouveau victime d'une absence, d'une trentaine de secondes, au cours d'une conférence de presse.
En février 2024, Mitch McConnell annonce qu'il va quitter son poste de leader de la minorité au Sénat après les élections de novembre 2024, après avoir été leader des républicains au Sénat depuis 2007. Il confirme qu'il va essayer d'aller au bout de son mandat de sénateur qui s'achève en janvier 2027.

### Administration Trump (depuis 2025)
Après avoir cédé son poste de leader républicain à John Thune pour le 119e congrès, il devient président de la commission des Règles et de l'Administration, ainsi que de la sous-commission chargée des dépenses militaires.
Le 24 janvier 2025, Mitch McConnell est l'un des trois sénateurs républicains à s'opposer à la confirmation de Pete Hegseth comme secrétaire à la Défense. Dans les semaines qui suivent, il est le seul sénateur républicain à s'opposer à la confirmation de Tulsi Gabbard au Renseignement national, puis à celle de Robert Francis Kennedy Jr. à la Santé et aux Services sociaux, à qui il reproche — en tant que survivant de la polio — ses positions antivax,. La presse estime alors que son probable retrait en 2026 lui permet une plus grande liberté vis-à-vis de Donald Trump. McConnell annonce le 20 février 2025, jour de son 83e anniversaire, ne pas se représenter à sa réélection en 2026.

## Positions politiques
Au début de sa carrière, Mitch McConnell a des positions plutôt modérées. Il devient au fil du temps plus conservateur.
Il nie la réalité du changement climatique et s'oppose à toute mesure pour diminuer les émissions de CO2,.

## Vie privée

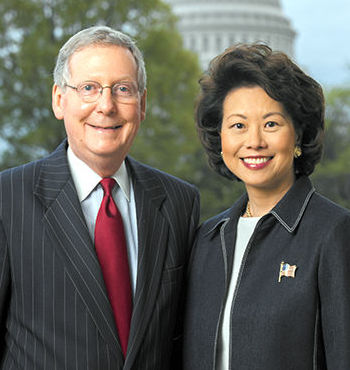
Mitch McConnell et Elaine Chao en 2019.

Mitch McConnell épouse en premières noces Sherrill Redmon, avec qui il a trois filles : Eleanor, Claire et Porter. Le couple divorce en 1980.
Il rencontre Elaine Chao au début des années 1990, par le biais d'un ami commun. Ils se marient le 6 février 1993. Chao, dont la famille a fait fortune dans le transport de marchandises entre la Chine et les États-Unis, est également engagée en politique. Elle est notamment secrétaire au Travail dans l'administration de George W. Bush (2001-2009) puis secrétaire aux Transports dans celle de Donald Trump (2017-2021).